# David Gigliotti
David Gigliotti (Martigues, 30 maggio 1985) è un calciatore francese di origini italiane, attaccante del Berre.

## Biografia
Anche suo fratello Guillaume è un calciatore.

## Carriera

### Club
Ha giocato nella prima divisione francese con Monaco, Saint-Étienne, Troyes ed Ajaccio.

### Nazionale
Ha giocato nella nazionale francese Under-21, per un totale di 6 reti in 12 presenze tra il 2004 ed il 2006.